# جمهوری سوسیالیستی خودگردان ماری شوروی
جمهوری سوسیالیستی خودگردان ماری شوروی یکی از جمهوری‌های خودگردان شوروی بود که در سال ۱۹۳۶ جایگزین منطقه خودگردان ماری شد. با شروع جریان‌های فروپاشی شوروی در سال ۱۹۹۰ این جمهوری خودگردان، به جمهوری ماری ال که یکی از جمهوری‌های فدراسیون روسیه است، تبدیل شد.